# 曾达的囚徒
《曾达的囚徒》（The Prisoner of Zenda）是安东尼·霍普1894年创作的一部冒险小说，讲述的是虚构国家鲁里坦尼亚的国王和与他容貌几乎一样的英国绅士的故事。
其续作《亨佐的鲁珀特》（Rupert of Hentzau）于1898年出版，在后世常与本作一同印刷出版。它激发了鲁里塔尼亚浪漫文学（Ruritanian romance）风潮。
小说后来多次被改编为戏剧，也在1913、1915、1922、1937、1952、1979、1988年多次改编为电影，其中最有名的是《罗宫秘史》。